# Vioolsdrif
Vioolsdrif es un pueblo sobre el río Orange en la parte noroeste de Sudáfrica.

## Origen de nombre
El nombre en afrikáans significa 'el vado (cruce de río playo) del violín'. Es según se informa llamado así por Jan Viool ("John Violin"), quién se dice hubo tocado el violín en estos lares al final de siglo diecinueve. Ningún detalle adicional parece estar disponible.

## Geografía
Un puente caminero une aquí a Sudáfrica con Namibia y en la ciudad está la Aduana sudafricana y el Puesto de Frontera. Del otro lado del puente es el pequeño pueblo namibio de Noordoewer (que significa "orilla norte" en afrikáans). El área es profundamente árida y el cruce está dominado por espectaculares y empinados acantilados de piedra arenisca de cientos de metros en la altura.
En general, la región circundante está casi desierta. Hay pequeñas cavidades de suelo aluvial fértil a lo largo del curso del río y éstos son usados para cultivos como palmas y melones, bajo irrigación.

## Turismo
Vioolsdrif tiene varios cámpines y moteles para motoristas que pasan por la frontera.
http://www.places.co.za/html/9558.html Archivado el 4 de octubre de 2006 en Wayback Machine.

## Clima
Hay dos temporadas. La temporada seca dura aproximadamente de mayo a julio. Casi no caen lluvias y el tiempo está caluroso. El verano dura de agosto a abril. Está muy caliente y no hay ninguna lluvia en absoluto.